# Upplands runinskrifter 88

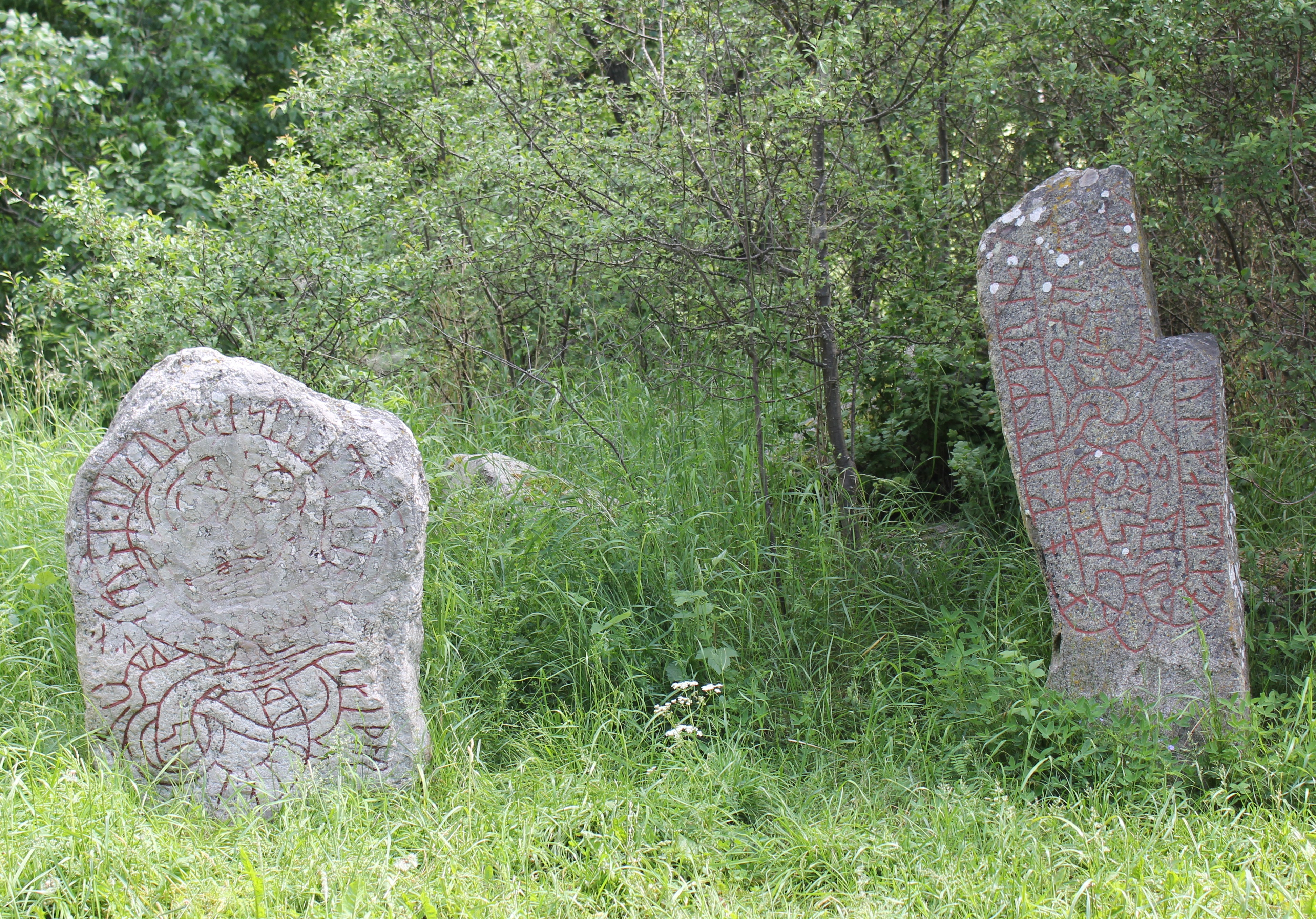
De två runstenarna U 88 och U 89.

Upplands runinskrifter 88 är en vikingatida runsten i Skälby, Järfälla socken och Järfälla kommun i Uppland. Den står nu någon meter norr om U 89, med vilken den bildar paret "runstenarna vid Häradsvägen". Den är av ljusgrå gnejs, 110 cm hög, 80 cm bred och 30 cm tjock. Runhöjden är 7-10 cm. På 1600-talet stod stenarna "inom en krets av mindre, runda stenar". Stenen hade en gammal brottyta strax under runslingan, och bör inte ha kunnat vara rest på länge. Under åtminstone en del av 1800-talet användes stenen som tröskel i Lindal, och var sedan en period förkommen men återfanns 1938 vid Skälby gård, liggande på en gravhög 25 meter sydost om flygelbyggnaden. Den restes därefter intill U 89.

## Inskriften
Translitterering av runraden:
s(b)ialbuþi : ok : uni : li(t)u : raistu : stain : at · (t)iþkuma : ikiþoru
Normalisering till runsvenska:
Spiallbuði ok Uni/Unni letu ræistu stæin at Tiðkuma, Ingiþoru.
Översättning till nusvenska:
»Spjallbode och Une läto resa stenen efter Tidkume, Ingetoras (man). »